# Bánh quy Tortoni
Bánh quy Tortoni là một loại kem được làm từ trứng và kem có độ béo cao, thường chứa anh đào cắt nhỏ hoặc phủ lớp hạnh nhân băm nhỏ hoặc bánh macaroon vụn. Người ta cho là món này được đặt theo tên của một chủ quán cà phê người Ý ở Paris vào thế kỷ 18.
Món này đã xuất hiện trong thực đơn nhà hàng ở Mỹ từ năm 1899, nếu không muốn nói là sớm hơn.